# Corpo de Bombeiros Militar do Estado de Mato Grosso
O Corpo de Bombeiros Militar do Estado de Mato Grosso (CBMMT) é uma Corporação cuja missão primordial consiste na execução de atividades de defesa civil, prevenção e combate a incêndios, buscas, salvamentos e socorros públicos no âmbito do estado de Mato Grosso.
Ele é Força Auxiliar e Reserva do Exército Brasileiro, e integra o Sistema de Segurança Pública e Defesa Social do Brasil. Seus integrantes são denominados Militares dos Estados pela Constituição Federal de 1988, assim como os membros da Polícia Militar do Estado do Mato Grosso.

## Histórico
O serviço de combate a incêndios de Mato Grosso foi criado anexo à estrutura da Polícia Militar estadual, em 19 de agosto de 1964, sob a denominação de Companhia Independente de Bombeiros.
O efetivo era constituído por quarenta e dois militares, tendo por primeiro comandante o então Segundo Tenente Amilton Sá Corrêa, formado pelo Corpo de Bombeiros da Polícia Militar de São Paulo, em 1966.
Em 1975 uma área de 10.189,28m2, na Avenida Agrícola Paes de Barros com a Rua 9, foi desapropriada, declarada como de utilidade pública, para a construção de Quartel do Corpo de Bombeiros
Em 1994 a Corporação desvinculou-se da Polícia Militar, passando a usufruir de autonomia administrativa e financeira, subordinando-se diretamente à Secretaria Estadual de Justiça e Segurança Pública.

## Estrutura Operacional
- 1º Comando Regional Bombeiro Militar - Cuiabá
- 2º Comando Regional Bombeiro Militar - Rondonópolis
- 3º Comando Regional Bombeiro Militar - Sinop
- 4º Comando Regional Bombeiro Militar - Barra do Garças
- 5º Comando Regional Bombeiro Militar - Cáceres
- 6º Comando Regional Bombeiro Militar - Tangará da Serra
- 7º Comando Regional Bombeiro Militar - Alta Floresta
- Batalhão de Emergências Ambientais - Cuiabá
- 1° Batalhão de Bombeiro Militar - Cuiabá
- 2° Batalhão de Bombeiro Militar - Várzea Grande
- 3° Batalhão de Bombeiro Militar - Rondonópolis
- 4° Batalhão de Bombeiro Militar - Sinop
- 5º Batalhão de Bombeiro Militar - Sorriso
- 1° Companhia Independente de Bombeiro Militar - Barra do Garças
- 2° Companhia Independente de Bombeiro Militar - Cáceres
- 3° Companhia Independente de Bombeiro Militar - Tangará da Serra
- 4° Companhia Independente de Bombeiro Militar - Nova Xavantina
- 5° Companhia Independente de Bombeiro Militar - Nova Mutum
- 6° Companhia Independente de Bombeiro Militar - Primavera do Leste
- 7° Companhia Independente de Bombeiro Militar - Alta Floresta
- 8° Companhia Independente de Bombeiro Militar - Pontes e Lacerda
- 9° Companhia Independente de Bombeiro Militar - Jaciara
- 11° Companhia Independente de Bombeiro Militar - Campo Verde
- 12° Companhia Independente de Bombeiro Militar - Colíder
- 13° Companhia Independente de Bombeiro Militar - Lucas do Rio Verde
- 14º Companhia Independente de Bombeiro Militar - Juina
- 1° Pelotão Independente de Bombeiros Militar - Poconé
- Núcleo de Bombeiro Militar - Alto Araguaia
- Núcleo de Bombeiro Militar - Confresa
- Núcleo de Bombeiro Militar - Campo Novo do Parecis
- Núcleo de Bombeiro Militar - Guarantã do Norte
- Grupo de Aviação Bombeiro Militar - Sorriso